# Anthophora borealis
Anthophora borealis är en biart som beskrevs av Morawitz 1864. Anthophora borealis ingår i släktet pälsbin, och familjen långtungebin. Inga underarter finns listade i Catalogue of Life.